# Rio Tebicuary
O rio Tebicuary é um curso de água que banha o Paraguai, onde aconteceram batalhas importantes da Guerra do Paraguai.